# Alpinia samoensis
Alpinia samoensis là một loài thực vật có hoa trong họ Gừng. Loài này được Reinecke mô tả khoa học đầu tiên năm 1898.